# Пруле
Пруле (пол. Próle, нім. Prohlen) — село в Польщі, у гміні Барчево Ольштинського повіту Вармінсько-Мазурського воєводства.
Населення — 91 особа (2011).

## Демографія
Демографічна структура станом на 31 березня 2011 року:
|          | Загалом | Допрацездатний вік | Працездатний вік | Постпрацездатний вік |
| -------- | ------- | ------------------ | ---------------- | -------------------- |
| Чоловіки | 46      | 10                 | 33               | 3                    |
| Жінки    | 45      | 9                  | 27               | 9                    |
| Разом    | 91      | 19                 | 60               | 12                   |